# Archboldomys luzonensis
Archboldomys luzonensis är en däggdjursart som beskrevs av Guy G. Musser 1982. Archboldomys luzonensis ingår i släktet Archboldomys, och familjen råttdjur. IUCN kategoriserar arten globalt som sårbar. Inga underarter finns listade i Catalogue of Life.
Individerna blir med svans 167 till 190 mm långa, svanslängden är 60 till 80 mm och vikten ligger vid 29 till 47 g. Archboldomys luzonensis har 26 till 29 mm långa bakfötter och 15 till 18 mm stora öron. Djuret har en mörk rödbrun päls med en lite ljusare undersida. Med sin spetsiga nos, de små ögonen och med små öron påminner arten lite om en näbbmus men nosen är inte rörlig och i tanduppsättningen saknas hörntänder.
Denna gnagare förekommer vid berget Isarog på ön Luzon som tillhör Filippinerna. Vanligen hittas arten mellan 1300 och 1700 meter över havet. Habitatet utgörs av fuktiga skogar. Individerna kan vara aktiva på dagen och på natten. De äter daggmaskar och andra ryggradslösa djur utan hård skal.
Honor har två par spenar vid ljumsken och en kull utgörs troligen bara av en unge.